# Llutxent
Llutxent ([ʎuˈtʃent]) és un municipi del País Valencià situat a la Vall d'Albaida. Té 2.367 habitants (INE 2017).

## Etimologia
Llutxent és un antropònim llatí, que denota l'existència d'un poblament romà, d'una villa Luciana (vil·la de la llum) o d'un pagu Lucianu (pagus de la llum).

## Geografia

### Localització i termes limítrofes
Llutxent es troba 80 km cap al sud de València, a 20 km a l'oest de Gandia i a 110 km al nord d'Alacant. El terme del poble ocupa la major part de la zona nord-oriental de la comarca de la Vall d'Albaida, en una zona de transició en direcció cap a la conca hidrogràfica de la comarca de la Safor, cap a on es dirigixen la major part de les seues aigües. El seu terme ocupa un territori de 40 km², i l'altitud del poble és variant, la mitjana se situa en els 280 m.
El terme municipal de Llutxent fita amb els municipis següents:
| Comarca de la Vall d'Albaida                          | Comarca de la Vall d'Albaida | Comarca de la Safor |
| ----------------------------------------------------- | ---------------------------- | ------------------- |
| Quatretonda                                           | Pinet                        | Gandia              |
| Quatretonda                                           | Rosa dels vents              | Ròtova              |
| La Pobla del Duc - Castelló de Rugat - Aielo de Rugat | Benicolet                    | Almiserà - Ador     |

### Relleu

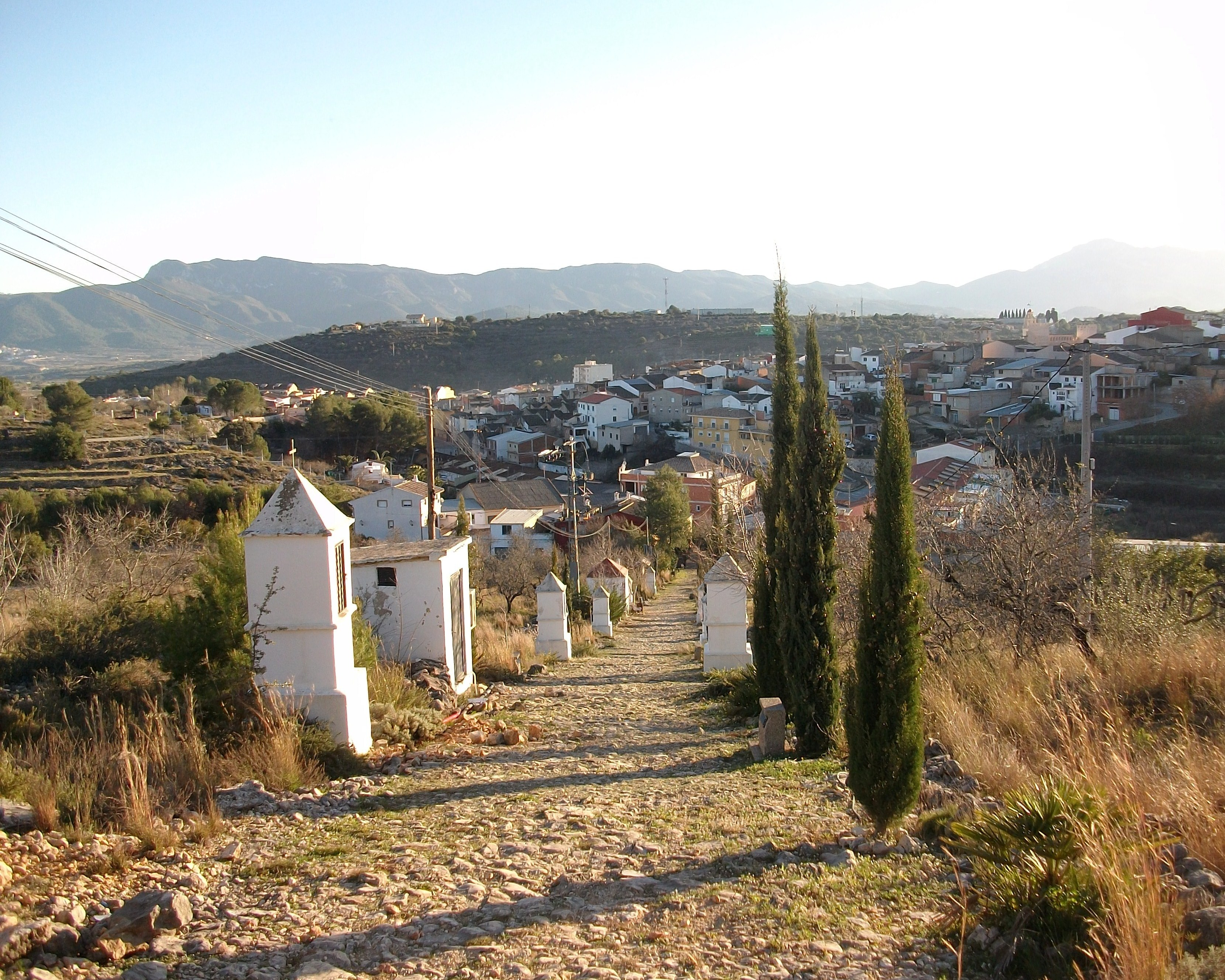
Vista de Llutxent des de la Costa del Calvari

El relleu és constituït per una conca de materials eocènics i miocènica, en forma d'arc obert cap al sud-occident. Per la part del nord i de l'est n'hi ha una successió de plecs muntanyosos ibèrics, que s'orienten de nord-oest cap al sud-est, en els quals predominen els materials calcaris del Cretaci.
A la part septentrional es troba una penetració dels últims contraforts de la serra del Buscarró, d'on baixa el riu de Pinet, amb monts com ara l'Escollà (494 m), la Lloma Llarga (463 m) i el Bon Mojal (451 m). A la part oriental s'alça la serra Marxuquera, que té com a el mont més elevat el Puig Agut (593 m). No obstant això, el punt més alt del terme es troba a l'Alt de la Lletrera (720 m), al Surar.

### Rius
El riu Vernissa travessa Llutxent durant part del seu recorregut cap a Gandia. Durant l'estiu el cabal sol ser nul.
D'altra banda, durant la travessia per Llutxent rep l'aportació del seu afluent, el riu Pinet.

## Història
Repoblat per Jaume I en 1255 amb famílies catalanes i aragoneses. El fill natural del monarca, Pere Fernández d'Híjar, va exercir la jurisdicció sobre el lloc. En 1276 fou escenari de combats entre les tropes del rei i les dels moriscos sublevats. El 1278, Pere I constituí la baronia de Llutxent, formada pels llocs de Llutxent, Quatretonda, Benicolet i Pinet. A mitjan segle xiv, Pere II vengué Llutxent a Olfo de Pròxita i el 1487 la baronia passà als Maça de Linaça i, posteriorment, als Lladró de Vilanova, barons de Castalla. En 1520 els veïns resistiren l'atac dels agermanats. El 1574 es va fer càrrec de la baronia Pere Maça Lladró, marquès de Terranova i primer duc de Mandas, títols que s'incorporarien al marquesat de Dos Aigües en el qual senyoriu romangué fins a l'abolició, en el segle xix. A mitjan segle xvii les rendes senyorials descansaven en els censos emfitèutics en diners, regalies i terç delme.

## Economia
L'economia rau bàsicament en l'agricultura, abans exclusivament de secà, que produïx albercoc, pruna, oliva, ametla, meló d'Alger, fraula i, més recentment, taronja. La indústria del poble es basa en l'agricultura, la construcció, el transport i la manufactura de palets, a més a més d'un sector servicis d'àmbit per les comarques centrals valencianes.

## Política i govern

### Composició de la Corporació Municipal
El Ple de l'Ajuntament està format per 11 regidors. En les eleccions municipals de 26 de maig de 2019 foren elegits 6 regidors d'Unitat per Llutxent (UxLL: EUPV-Socialistes-Independents) i 5 del Partit Popular (PP).
| Eleccions municipals de 26 de maig de 2019 - Llutxent                                                                         |                                     |                                     |                                     |        |          |          |
| Candidatura | Candidatura                         | Candidatura                         | Cap de llista                       | Vots   | Vots     | Regidors |
| | Unitat per Llutxent                 |                                     | Xaro Boscà Aranda                   | 765    | 56,75%   | 6 ()     |
| | Partit Popular                      |                                     | Teresa Benavent Salvador            | 568    | 42,14%   | 5 (+1)   |
| | Altres candidatures                 |                                     |                                     |        |          | 0 ( -1)  |
| | Vots en blanc                       |                                     |                                     | 15     | 1,11%    |          |
| Total vots vàlids i regidors                                                                                                  | Total vots vàlids i regidors        | Total vots vàlids i regidors        | Total vots vàlids i regidors        | 1.348  | 100 %    | 11       |
| | Vots nuls                           | Vots nuls                           | Vots nuls                           | 26     | 1,89%    |          |
| Participació (vots vàlids més nuls)                                                                                           | Participació (vots vàlids més nuls) | Participació (vots vàlids més nuls) | Participació (vots vàlids més nuls) | 1.374  | 75,91%** |          |
| Abstenció | Abstenció                           | Abstenció                           | Abstenció                           | 436*   | 24,09%** |          |
| Total cens electoral | Total cens electoral                | Total cens electoral                | Total cens electoral                | 1.810* | 100 %**  |          |
| Alcaldessa: Xaro Boscà Aranda (UxLL) (15/06/2019) Per majoria absoluta dels vots dels regidors (6 vots d'UxLL)                |                                     |                                     |                                     |        |          |          |
| Fonts: JEC, JEZ Gandia, M. Interior, Periòdic Ara. (* No són vots sinó electors. ** Percentatge respecte del cens electoral.) |                                     |                                     |                                     |        |          |          |

### Alcaldes
Des de 2015 l'alcaldessa de Llutxent és Xaro Boscà Aranda d'Unitat per Llutxent (UxLL), coalició electoral integrada per Esquerra Unida del País Valencià, el Partit Socialista del País Valencià i independents.
| Període                       | Alcalde o alcaldessa    | Partit polític | Data de possessió | Observacions |
| ----------------------------- | ----------------------- | -------------- | ----------------- | ------------ |
| 1979–1983                     | Honorio Estornell Canet | PCE            | 19/04/1979        | --           |
| 1983–1987                     | Honorio Estornell Canet | PCE-PCPV       | 28/05/1983        | --           |
| 1987–1991                     | Honorio Estornell Canet | IU             | 30/06/1987        | --           |
| 1991–1995                     | Jeanette Segarra Sales  | PSPV-PSOE      | 15/06/1991        | --           |
| 1995–1999                     | Jeanette Segarra Sales  | PSPV-PSOE      | 17/06/1995        | --           |
| 1999–2003                     | Jeanette Segarra Sales  | PSPV-PSOE      | 03/07/1999        | --           |
| 2003–2007                     | José Miguel Aranda Orts | PP             | 14/06/2003        | --           |
| 2007–2011                     | José Miguel Aranda Orts | PP             | 16/06/2007        | --           |
| 2011–2015                     | José Miguel Aranda Orts | PP             | 11/06/2011        | --           |
| 2015–2019                     | Pep Estornell Català    | UxLL           | 13/06/2015        | --           |
| 2019-2023                     | Xaro Boscà Aranda       | UxLL           | 15/06/2019        | --           |
| Des de 2023                   | n/d                     | n/d            | 17/06/2023        | --           |
| Fonts: Generalitat Valenciana |                         |                |                   |              |

## Demografia
| 1990  | 1992  | 1994  | 1996  | 1998  | 2000  | 2002  | 2004  | 2005  | 2007  | 2012  |
| ----- | ----- | ----- | ----- | ----- | ----- | ----- | ----- | ----- | ----- | ----- |
| 2.435 | 2.358 | 2.392 | 2.377 | 2.378 | 2.412 | 2.456 | 2.512 | 2.526 | 2.571 | 2.508 |

## Edificis d'interés
Quant al patrimoni llutxentí:

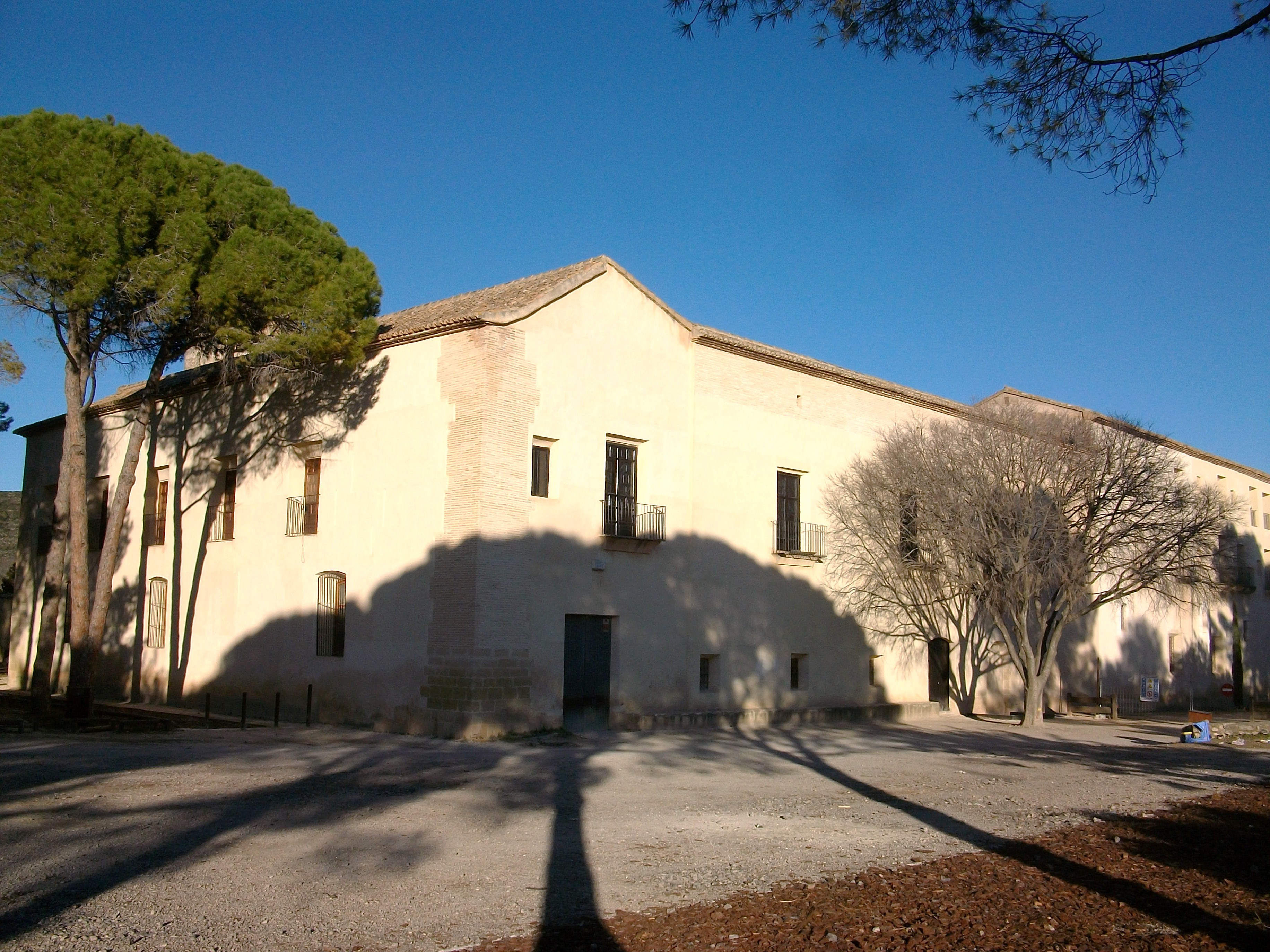
Monestir del Corpus Christi.

- Castell de Xiu. Islàmic. Abandonat després de l'expulsió dels moriscos, manté encara una majestuosa estampa, però necessita intervenció.
- Església de l'Assumpció. La seua construcció data de mitjans del segle xix, quan va substituir a l'antiga església gòtica que es trobava en estat ruïnós. L'església manté els cànons de l'estil clàssic, és de planta de creu llatina amb nau central i dues laterals i cúpula de mitja esfera sobre petxines. L'altar major conté un retaule amb forma de templet amb columnes corínties i la imatge de la Mare de Déu de l'Assumpció al mig. El campanar data de l'any 1925 i fou sufragat pels veïns. L'església va ser parcialment restaurada pels desperfectes que va sofrir en 1936-1939. Conserva peces i elements de gran valor històric i artístic, com la creu processional d'argent del segle xvi, l'arqueta icona de Santa Faç, així com calzes, reliquiaris i altres objectes propis de la litúrgia.
- El Convent (monestir de Corpus Christi). Erigit pels dominics el 1422, fou la primera Universitat valenciana (Estudi General en Arts i Teologia). Ha sofert diverses modificacions i afegits, un d'ells el Corpus Christi, del segle xvii en estil gòtic. Hi ha una garrofera de grans dimensions i 200 anys.
- Castell-palau de Llutxent. Alçat entre els segles XV-xvi pels Pròxita. Després de passar per diversos propietaris particulars, és propietat municipal des del 1994.
- Ermita de la Consolació. Segle XVIII.
- La Costa. Camí empedrat realitzat el 1580 que unia el convent amb la parròquia el qual s'utilitzava en romeries.
- Parc del Llaurador. On hi ha un edifici social utilitzaven les diverses associacions llutxentines.
- Forns de calç i barraques de pedra escampats per tot el terme. Alguns d'ells formen part de la ruta dels forns de calç.
- La Font, situada a la plaça Indalecio Ribelles, construïda en honor de l'alcalde que va portar l'aigua en 1911.

## Paratges

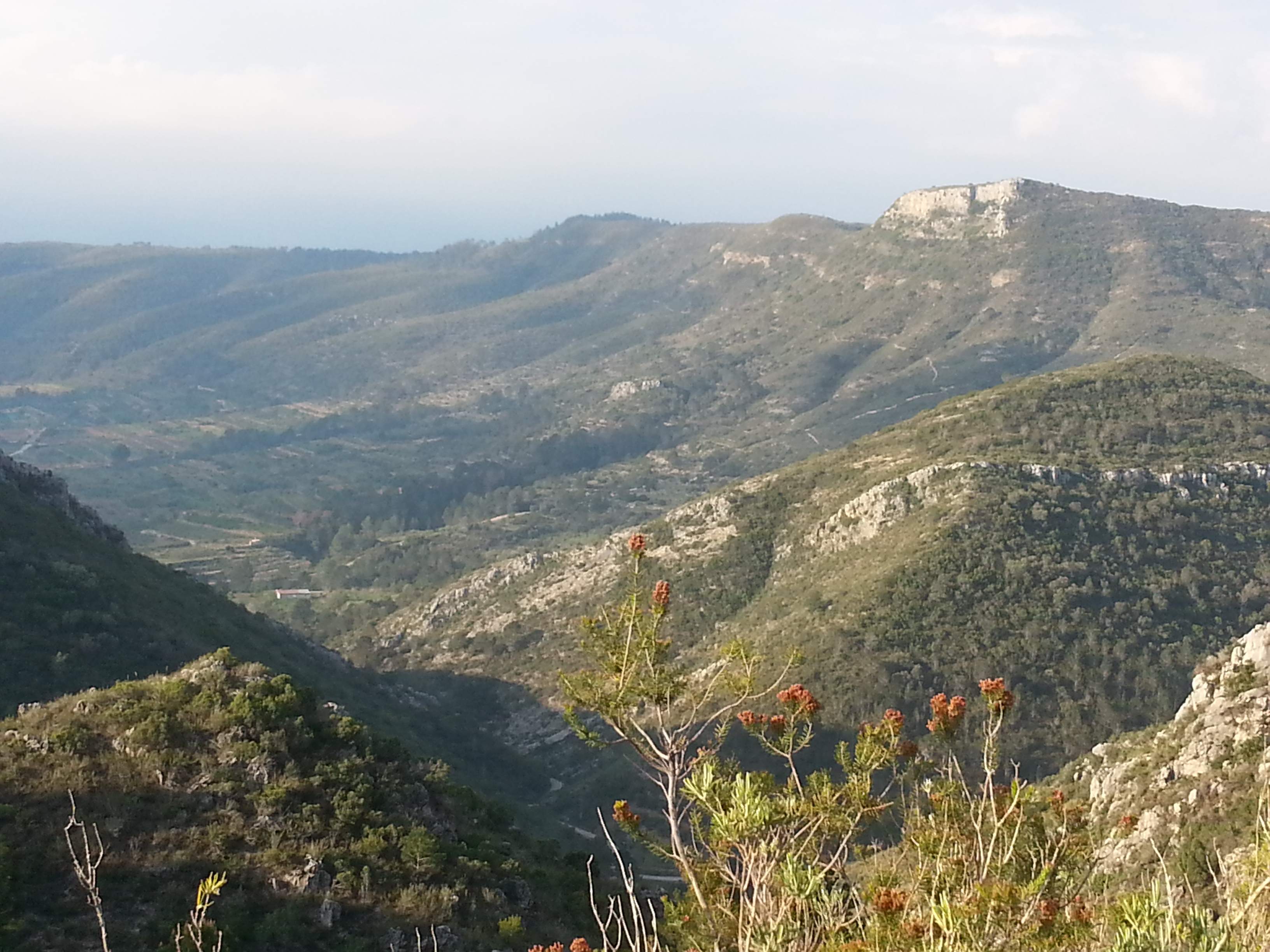
Vista del paratge del Surar

Amb relació a la natura, Llutxent compta amb diverses zones visitables:
- El Surar. Reserva de sureres que inclou els punts més alts del terme de Llutxent: l'Alt de la Lletera i els Miradors. També compta amb una reserva d'amfibis anomenada la Bassa del Surar i amb altres punts d'interés com poden ser el Cap de l'Ase, la Barraqueta de Pedra i diversos avencs i coves.
- Puig-Agut. Un dels punts més alts del terme. Amb vistes a la Safor.
- Pla dels Arenals. Paratges amb bones vistes i bones sendes.
- Penya Llarga. Muntanya amb un relleu diagonal amb bones vistes del terme i algunes arbredes.
- Cuco del Frare. Quan el riu Pinet baixa ple es forma un salt d'aigua que acaba formant un toll natural.
- Cava de l'Esbarzer. Cava amb aigües cristal·lines i naturals.
- El Rafal. Font natural d'aigua. Inclou una piscina.

## Festes
L'última setmana d'abril Llutxent celebra les Festes de Moros i Cristians en honor del Miracle dels Caporals.

## Gastronomia
La cuina, típicament mediterrània, inclou com a ingredient principal l'arròs: paella, cassola al forn o caldós amb fesols i naps; també hi ha un bon mostrari de dolços: la fabiola, el bescuit, els pastissets d'aiguardent i sagí, bollos, farinetes i miques i les coques de dacsa, les de sant Maties o les de tomaca i pebre de sant Domènec.

## Fills il·lustres
- Toni Canet (Llutxent, 1953 - València, 2018) és un director, productor i guionista de cinema valencià.